# Třebovské stěny (přírodní rezervace)
Přírodní rezervace Třebovské stěny leží uprostřed stejnojmenného hřbetu v katastru obcí Skuhrov a Ostrov v okrese Ústí nad Orlicí. Důvodem zřízení této rezervace byla ochrana „významné lokality přirozených a polopřirozených květnatých bučin a suťových lesů s příměsí jedle bělokoré (Abies alba) a javoru klenu (Acer pseudoplatanus), s výskytem typických stanovištních druhů rostlin a živočichů“.